# Оберофіцер

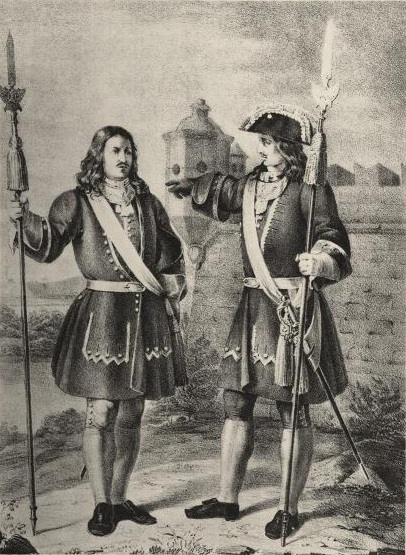
Оберофіцер и штаб-офіцер лейб-гвардії Преображенського полка з 1700 по 1732 роки

О́берофіце́р (нім. Oberoffizier, дос. «старший офіцер») — найменування нижчої категорії офіцерських чинів у російській армії і на флоті до 1917 року, що відповідали IX–XIV класам «Табелі про ранги», від прапорщика/корнета до капітана/ротмістра включно.
Оберофіцери становили собою командний склад роти. Німецька назва йде з XVII століття, коли оберофіцери, як старші польові командири протиставлялися унтерофіцерам, як молодшим польовим командирам; останні ж тоді також зараховувалися до офіцерського складу.
До оберофіцерів застосовувалося звернення: «Ваше благородіє».

## ОберофіцериРосійської імператорської арміїу відповідності до Табеля про ранги
| Клас | Військові чини | Військові чини |
| ---- | --- | --- |
| Клас | Армія | Флот |
| IX   | - Капітан (до 1884) - Штабс-капітан (піхота) (з 1884) - Поручник гвардії (з 1730) - Ротмістр кавалерія (1798–1884) - Штабс-ротмістр (з 1884) - Осавул (козаки) (1798–1884) - Підосавул (з 1884 року)                                                                                 | - Капітан-поручник (1764–1798) - Капітан-лейтенант (1798–1885) - Лейтенант (1885–1906, з 1912) - Старший лейтенант (1907–1911) |
| X    | - Капітан-поручник (до 1798) - Штабс-капітан (1797–1884) - Поручник (з 1884) - Підпоручник гвардії (з 1730) - Секунд-ротмістр (кавалерія) (до 1797) - Штабс-ротмістр (кавалерія) (1797–1884) - Сотник (кавалерія) (з 1884) - Підосавул (козаки) (до 1884) - Сотник (козаки) (з 1884) | - Лейтенант (1722–1885) - Мічман (з 1884)                                                                                      |
| XI   | - Поручник (до 1884) | - Корабельний секретар (до 1764)                                                                                               |
| XII  | - Поручник (1730–1884) - Підпоручник (з 1884) - Корнет (кавалерія) (з 1884) - Сотник (козаки) (до 1884) - Хорунжий (з 1884) - Прапорщик гвардії (1730–1884) | - Унтер-лейтенант (1722–1732) - Мічман (1764–1884)                                                                             |
| XIII | - Підпоручник (до 1884) - Прапорщик (з 1884) - Корнет (до 1884) - Хорунжий (до 1884) - Секунд-поручник (артилерія) (1722–1796) | - Мічман (1758–1764) - Гардемарин (1860–1882)                                                                                  |
| XIV  | - Фендрик (піхота) (1722–1730) - Прапорщик (1730–1884) - Корнет (кавалерія) (до 1884) - Штик-юнкер (артилерія) (1722–1796) - Хорунжий (козаки) (до 1884) | - Мічман (1732–1796) |